# Maurice Chan
 (décembre 2023).
Si vous disposez d'ouvrages ou d'articles de référence ou si vous connaissez des sites web de qualité traitant du thème abordé ici, merci de compléter l'article en donnant les références utiles à sa vérifiabilité et en les liant à la section « Notes et références ».
 (décembre 2023).
La mise en forme du texte ne suit pas les recommandations de Wikipédia : il faut le « wikifier ».
Les points d'amélioration suivants sont les cas les plus fréquents. Le détail des points à revoir est peut-être précisé sur la page de discussion.
- Les titres sont pré-formatés par le logiciel. Ils ne sont ni en capitales, ni en gras.
- Le texte ne doit pas être écrit en capitales (les noms de famille non plus), ni en gras, ni en italique, ni en « petit »…
- Le gras n'est utilisé que pour surligner le titre de l'article dans l'introduction, une seule fois.
- L'italique est rarement utilisé : mots en langue étrangère, titres d'œuvres, noms de bateaux, etc.
- Les citations ne sont pas en italique mais en corps de texte normal. Elles sont entourées par des guillemets français : « et ».
- Les listes à puces sont à éviter, des paragraphes rédigés étant largement préférés. Les tableaux sont à réserver à la présentation de données structurées (résultats, etc.).
- Les appels de note de bas de page (petits chiffres en exposant, introduits par l'outil «  Source ») sont à placer entre la fin de phrase et le point final[comme ça].
- Les liens internes (vers d'autres articles de Wikipédia) sont à choisir avec parcimonie. Créez des liens vers des articles approfondissant le sujet. Les termes génériques sans rapport avec le sujet sont à éviter, ainsi que les répétitions de liens vers un même terme.
- Les liens externes sont à placer uniquement dans une section « Liens externes », à la fin de l'article. Ces liens sont à choisir avec parcimonie suivant les règles définies. Si un lien sert de source à l'article, son insertion dans le texte est à faire par les notes de bas de page.
- La présentation des références doit suivre les conventions bibliographiques. Il est recommandé d'utiliser les modèles {{Ouvrage}}, {{Chapitre}}, {{Article}}, {{Lien web}} et/ou {{Bibliographie}}. Le mode d'édition visuel peut mettre en forme automatiquement les références.
- Insérer une infobox (cadre d'informations à droite) n'est pas obligatoire pour parachever la mise en page.

Pour une aide détaillée, merci de consulter Aide:Wikification.
Si vous pensez que ces points ont été résolus, vous pouvez retirer ce bandeau et améliorer la mise en forme d'un autre article.
Pour les articles homonymes, voir Chan.
Maurice Chan, né le 7 juillet 1975[réf. nécessaire], est un champion de Viet Vo Dao, d'arts martiaux artistique, un cascadeur et un chorégraphe de combat français. Il est cofondateur en 1997 du groupe Cascade. Il a notamment travaillé en tant que cascadeur sur des films et séries tels que Lucy, Spectre, John Wick 4, Jack Ryan saison 4. Il est le coordinateur des cascades et chorégraphe de combat pour les shows Marvel de l’Avengers Campus à Disneyland Paris. Il est aussi le chorégraphe combat de la comédie musicale Back to the Future qui se produit au West End à Londres et à Broadway à New York.

## Biographie
Né en 1975 à Chanthaburi (Thaïlande) de parents cambodgiens, Maurice Chan est arrivé en France en 1976 avec sa famille. Il a un grand frère, connu sous le nom de Thierry Chan. Il fait ses études universitaires à La Sorbonne Nouvelle et obtient sa Licence de Cinéma et Audiovisuel. Après de 10 ans de Handball, Maurice a décidé de se mettre aux arts martiaux à 19 ans.[réf. nécessaire]
Pratiquant le Việt Võ Đạo (art martial vietnamien) durant plusieurs années, il est plusieurs fois champion de France technique et combat et champion d’Europe technique en équipe. En 1997, il décide de créer le groupe Cascade avec ses amis Amédéo Cazzella et Christophe Dupuis.
Avec Cascade, il monte leur école en 1998 où il enseigne les arts martiaux acrobatiques et la cascade durant 8 ans. En parallèle, il devient cascadeur professionnel, comédien et travaille pour le cinéma et les spectacles vivants. Il se spécialise dans la cascade physique et les chorégraphies de combat. Il a participé à des films nationaux et internationaux tels que Danny the Dog, Lucy, Spectre, John Wick : Chapitre 4. Avec Cascade, ils ont parcouru le monde avec leurs shows et ont participé à des émissions tels que Le Plus Grand Cabaret du Monde, Britain's Got Talent, La France a un incroyable talent.
Il est également coordinateur des cascades et chorégraphe des combats sur les spectacles Disneyland Paris depuis 2018 et la comédie musicale Back to the future au West End à Londres et à Broadway à New York.
Depuis 1998, Maurice a formé énormément de jeunes, devenus pour la plupart, des cascadeurs professionnels reconnus dans le milieu.
Maurice fait partie de la diaspora cambodgienne.

## Filmographie en tant que cascadeur
Sauf indication contraire, les informations mentionnées dans cette section peuvent être confirmées par la base de données cinématographiques IMDb,  présente dans la section « Liens externes ».
- 2000 B.R.I.G.A.D. (dans 6 épisodes)
- 2002 Le Boulet
- 2005 Danny the Dog
- 2005 Les Chevaliers du ciel
- 2006 L'Entente cordiale
- 2009 Banlieue 13 : Ultimatum
- 2009 OSS 117 : Rio ne répond plus
- 2010 From Paris with Love
- 2010 Belleville Story
- 2010 Urban Wolf (série Web)
- 2011 Le Chant des sirènes
- 2012 No Limit (dans 2 épisodes)
- 2013 Crazy Mad Lover 2 (hi)
- 2014 Lucy
- 2015 007 Spectre
- 2017 Au revoir là-haut
- 2017 Carbone
- 2018 La nuit a dévoré le monde
- 2018 Nicky Larson et le Parfum de Cupidon
- 2020 30 Jours max
- 2020 Bronx
- 2021 Super-héros malgré lui
- 2022 355
- 2022 Balle perdue 2
- 2023 Alibi.com 2
- 2023 Astérix et Obélix : L'Empire du Milieu
- 2023 John Wick : Chapitre 4
- 2023 Acide
- 2023 Jack Ryan (dans 6 épisodes)
- 2023 3 Jours max
- 2023 Fox Hunt de Leo Zhang
- 2023 Nouveaux Riches
- 2025 : Ad vitam de Rodolphe Lauga (également acteur)

## Émissions télévisées
Participation avec Cascade
- 1998, 1999, 2001, 2005, 2006 et 2010 : Festival des Arts Martiaux de Paris Bercy
- 2009 : Les Défis de l'impossible
- 2010 : Identity
- 2010 : Le Plus Grand Cabaret du Monde
- 2012 Britain's Got Talent - Demi-finaliste
- 2013 Italia's Got Talent
- 2014 La France a un incroyable talent, saison 9 - Finaliste
- 2016 Arab's Got Talent

## Palmarès sportif
- 1997 : Vainqueur de la coupe de France de Viet Vo Dao en technique individuelle
- 1997 : Vainqueur de la coupe de France par équipe de Viet Vo Dao en technique
- 1998 : Vainqueur de la coupe d'Europe par équipe de Viet Vo Dao en technique
- 1998 : Vainqueur de la coupe de France par équipe de Viet Vo Dao en technique
- 1999 : Vice-champion de France par équipe de Viet Vo Dao en combat
- 2000 : Champion de France de Viet Vo Dao en combat
- 1997 : Cofondateur du groupe Cascade et du Cascade Demo Team
- 1998-2006 : Instructeur d'arts martiaux artistiques pour l'école Team Cascade